# Wskaźnik zagęszczenia
Wskaźnik zagęszczenia Is – miara zagęszczenia gruntu nasypowego.
{\displaystyle I_{s}={\frac {\rho _{d}}{\rho _{ds}}},}
gdzie:
- {\displaystyle \rho _{d}} – gęstość objętościowa szkieletu badanego gruntu zagęszczonego [Mg/m³],
- {\displaystyle \rho _{ds}} – maksymalna gęstość objętościowa gruntu [Mg/m³], oznaczona metodą badania wilgotności optymalnej[1] (gęstość odpowiadająca wilgotności optymalnej oznaczonej przy użyciu aparatu Proctora)

lub
{\displaystyle I_{s}={\frac {\rho _{ds}}{\rho _{dmax}}},}
gdzie:
- {\displaystyle \rho _{ds}} – gęstość objętościowa szkieletu badanego gruntu zagęszczonego [Mg/m³],
- {\displaystyle \rho _{dmax}} – maksymalna gęstość objętościowa gruntu uzyskana przy danej metodzie zagęszczania [Mg/m³].

Wartość {\displaystyle I_{s}} najczęściej waha się w granicach 0,90–1,00, niekiedy może dochodzić nawet do 1,05 i więcej (może się okazać, że grunt jest bardziej zagęszczony niż można by się po nim spodziewać, lub niż można by go zagęścić celowo – przykładowo grunt pod nawierzchnię jezdną może być zagęszczany zagęszczarkami płytowymi do wartości maksymalnej {\displaystyle I_{s}} ok. 0,98, a następnie przez lata w wyniku długotrwałych wibracji może osiągnąć {\displaystyle I_{s}} = 1,03). W wielu zagadnieniach geotechniki uznaje się grunt za odpowiednio zagęszczony już od {\displaystyle I_{s}} = 0,95 lub 0,98.
Badania wskaźnika zagęszczenia stosuje się tylko w odniesieniu do gruntów nasypowych. W odniesieniu do gruntów rodzimych (jak również nasypowych) stosuje się badania stopnia zagęszczenia.